# Флаг Хомутовского муниципального образования
Флаг Хомутовского муниципального образования Иркутского районного муниципального образования Иркутской области Российской Федерации — опознавательно-правовой знак, служащий официальным символом муниципального образования.
Ныне действующий флаг утверждён 25 марта 2011 года и внесён в Государственный геральдический регистр Российской Федерации с присвоением регистрационного номера 7302.

## Описание
«Флаг Хомутовского муниципального образования представляет собой прямоугольное красно-зелёно-голубое полотнище с отношением ширины к длине 2:3, разбитое на три угловых сегмента. На переднем плане — фигура идущего влево медведя. В верхней части флага — на зелёном фоне — изображение снопа золотой спелой пшеницы».

## Символика
Селу Хомутово Иркутского района Иркутской области в 2010 году исполнилось 325 лет. Это богатое сибирское село, находящееся в 18 километрах от областного центра, всегда являлось главным кормильцем столицы Восточной Сибири — города Иркутска.
На переднем плане — стилизованное изображение идущего влево золотого медведя. Фигура медведя символизирует происхождение наименования села Хомутово — от эвенкийского «хомотэ» — медвежий угол.
Сноп золотой спелой пшеницы на зелёном фоне, символизирует сельскохозяйственную направленность производственной отрасли муниципального образования, богатство земель и хлебосольные традиции местного населения.
Деление полотнища на три угловых сегмента символизирует грани бриллианта, так как Хомутовское муниципальное образование является самым населённым и самым развитым поселением Иркутского района Иркутской области, истинным бриллиантом в короне Иркутского района. Окрас в разные цвета угловых сегментов символизирует основную направленность в деятельности муниципального образования — сельское хозяйство, лесопереработка.
Синий цвет (лазурь) — символизирует чистоту и глубину реки Куда протекающей по территории муниципального образования и впадающей в одну из самых красивых рек Сибири Ангару, берущую своё начало в озере Байкал.
Красный цвет — символизирует храбрость и мужество, более 600 жителей Хомутово ушли на фронт во время Великой Отечественной войны, не вернулись с полей сражений 225 человек. И в мирное время участниками боевых действий стали около 100 жителей Хомутовского муниципального образования.

## История
Первый флаг Хомутовского муниципального образования был утверждён решением Думы Хомутовского муниципального образования от 3 сентября 2010 года № 24-102/дсп. На основании результатов геральдической экспертизы Геральдического совета при Президенте Российской Федерации, решением Думы Хомутовского муниципального образования от 25 марта 2011 года № 33-148/дсп, был утверждён ныне действующий флаг муниципального образования.